# Ryōhei Katō
Ryōhei Katō (jap. 加藤凌平 Katō Ryōhei; ur. 9 września 1993) – japoński gimnastyk. Srebrny medalista olimpijski z Londynu.
Jego ojciec, Hiroyuki Katō, jest trenerem japońskiej gimnastycznej drużyny narodowej.